# Represa Mica

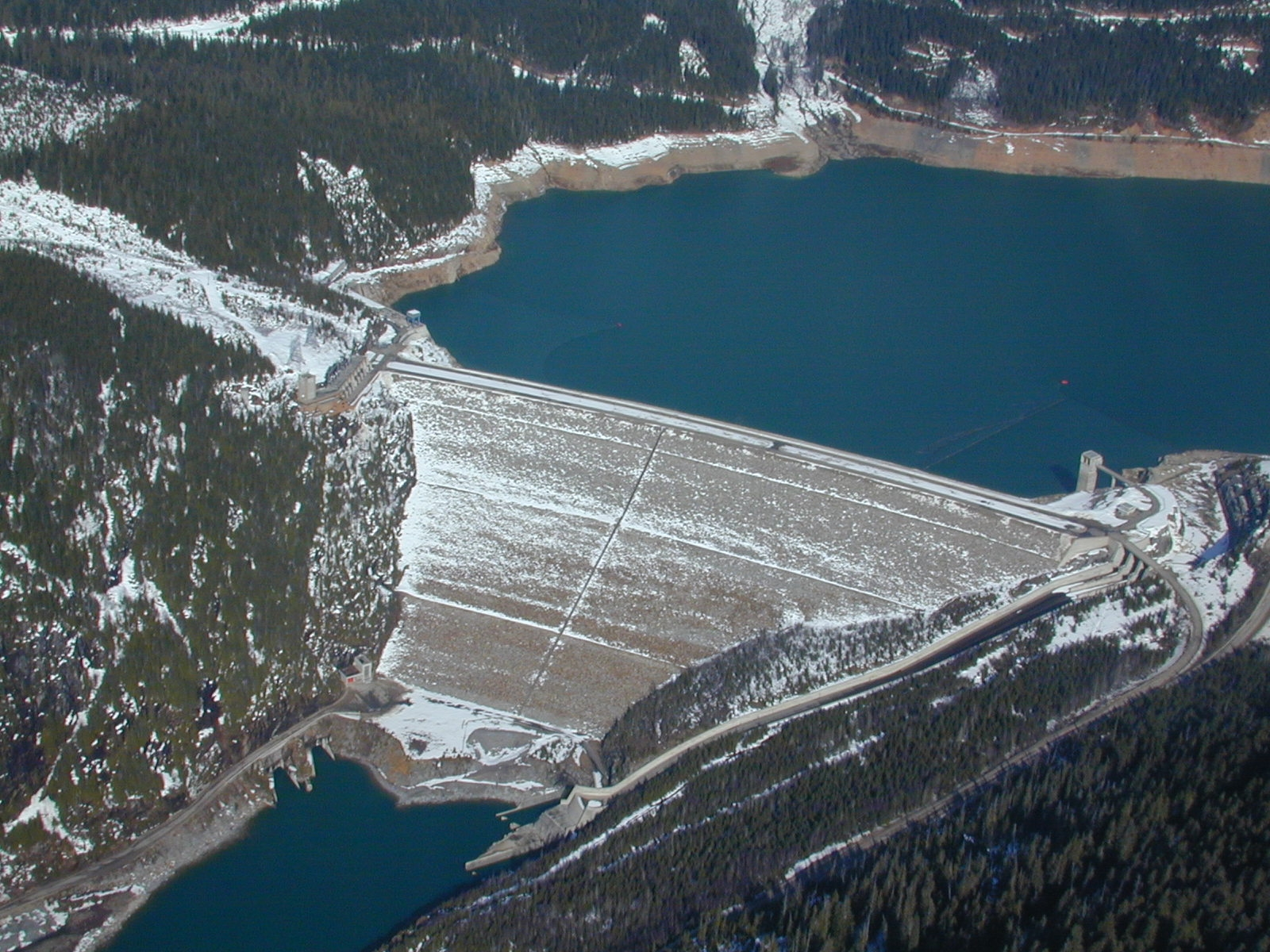
Vista aérea da Represa Mica.

A Represa Mica é uma hidroelétrica no rio Columbia, 135 km ao norte de Revelstoke, Colúmbia Britânica, Canadá. Terminada em 1973 sob os termos do Tratado do rio Columbia de 1964, as turbinas geradoras de energia de Mica têm uma capacidade de geração de 1805 MW. A barragem é operada pela BC Hydro. A represa Mica, assim chamada devido a abundância do mineral mica na área, é uma das maiores barragens do mundo. A albufeira da represa é o lago Kinbasket, que foi formado quando a represa foi construída. A água abaixo da represa corre diretamente para o lago Revelstoke, o reservatório para a represa Revelstoke. As turbinas subterrâneas de força da barragem eram as maiores do mundo no tempo de sua construção.